# Temple protestant de Moncoutant
Le temple protestant de Moncoutant est un lieu de culte situé 80 avenue du Maréchal-Leclerc à Moncoutant-sur-Sèvre. La paroisse est membre de l'Église protestante unie de France.

## Histoire

### Sous l'Ancien régime
À la Renaissance, les seigneurs de Pugny et de Vaudoré, à Saint-Jouin-de-Milly, embrassent la Réforme protestante. Ils font célébrer le culte dans leurs château. En 1612, le théologien calviniste Philippe Duplessis-Mornay achète à un seigneur de la famille du Bellay le château de Forêt-sur-Sèvre. Sa fille Marthe de Mornay et son gendre Jean III de Jaucourt de Villarnoul s'y installent. Les deux familles de la noblesse protestante Chasteigner, de La Rochelle, et de Chabot, de Jarnac, financent l'église communale de La Chapelle-Saint-Étienne - leurs armoiries ornent les clefs de voûte. La ville est appelée la « petite Genève », en référence à la ville de Jean Calvin.
Les persécutions et les dragonnades reprennent sous le roi absolu Louis XIV, et le pasteur Pierre Thalas est emprisonné. En 1685, l'édit de Nantes est révoqué par l'édit de Fontainebleau. Certains huguenots abjurent, d'autres s'exilent dans les pays du Refuge et les « opiniâtres » dissimulent leur foi - c'est l'époque du Désert,. 12 hommes de Moncoutant sont condamnés aux galères, le pasteur clandestin Élie Coyault est emprisonné 30 ans. En 1747, le prédicateur laïc Jean Pérochon est arrêté, et pendu en 1751.

### Époque moderne
Avec la Révolution française, la liberté de conscience est proclamée par l'article 10 de la Déclaration des droits de l'homme et du citoyen de 1789 et la liberté de culte avec l'Article 1 de la Constitution française de 1791. En 1792, les protestants de Moncoutant s’arment pour défendre les acquis de la Révolution. Pendant la guerre de Vendée, les protestants fuient les Chouans catholiques fanatiques et les armées républicaines, et se réfugient dans le sud du département. En 1802, Napoléon Ier organise les Églises réformées dans le cadre du Régime concordataire français avec les Articles organiques. Dès 1806, un premier temple est édifié au hameau de la Cournolière. Ce temple est saccagé par les royalistes catholiques lors de la terreur blanche de 1815. En 1858, un cimetière est inauguré : l’Église catholique refuse d'accueillir les dépouilles des non-catholiques. Après avoir partagé un ministre du culte avec Saint-Maixent-l'École, en 1839, un premier pasteur est nommé à Moncoutant. Le temple de la Cournalière est restauré, et inauguré le 10 mai 1868.
En 1868 est construite une gare à 1km du centre de Moncoutant, autour de laquelle se développe un bourg avec des édifices de caractère. Ainsi, en 1877, est rebâti le château de « Genève » pour le maire de la ville Florentin Puichaud,. Les deux premiers maires de Moncoutant, à la Révolution, et quatre maires au total sont de la famille Puichaud. Le château abrite aujourd'hui la bibliothèque de Moncoutant.
À la chute du Second Empire, et avec la liberté accordée par la Troisième République, les Églises réformées de France se réunissent en synode au temple protestant du Saint-Esprit de Paris, sous la présidence du ministre François Guizot. C'est le premier synode autorisé officiellement depuis 1659. Il révèle une fracture en les protestants libéraux, adeptes de la modernité rationaliste et les « évangéliques », ou « orthodoxes » , issus du Réveil protestant. Ces derniers réclament une profession de foi adaptée des Cinq solae et de la Confession de La Rochelle, de 1571, tandis que les libéraux s'opposent à tout dogmatisme. À Moncoutant, en 1884, des familles attachées à la tradition calviniste décident de construire un second temple protestant à la lisière du bourg. Ce temple de la gare est indépendant de l’Église concordataire - et pour cela appelée « Église libre ». Il est inauguré 10 décembre 1885. En 1901, une tribune est installée. En 1902, un groupe local de l'Union chrétienne des jeunes gens (YMCA-France) inaugure un foyer face au temple. Cette salle des fête est agrandie en 1955 et renommée « Maison pour tous ».
En 1938, l'Église réformée de France rassemble les Églises concordataires et libristes, libérales et traditionalistes. À Moncoutant, la fusion entre les deux associations cultuelle loi de 1905 est entérinée en 1954. Le 23 avril 1978, l'Assemblée générale décide de désaffecter le premier temple. Après le pasteur Michel Clément jusqu'en 2016, le pasteur de la paroisse est depuis 2020 Élie Saurel Lafont. Il dessert également la paroisse voisine du Bocage vendéen (Mouchamps, Pouzauges, Saint-Prouant et Mouilleron-en-Pareds,).